# François Hesnault
Paul François Jean-Pierre Hesnault (Neuilly-sur-Seine, 30 de dezembro de 1956) é um ex-automobilista francês, que estreou no GP do Brasil de 1984 na Ligier. 
Em 1985, Hesnault é contratado para a Brabham, mas ele não consegue andar no mesmo ritmo do brasileiro Nelson Piquet. Após três provas e uma não qualificação em Mônaco e um acidente nos testes em Paul Ricard, ele perde a vaga para o suíço Marc Surer no GP do Canadá. Cinco corridas depois, no GP da Alemanha, ele aparece no terceiro carro da Renault e entrou para a história da Fórmula 1 por levar a bordo uma câmera de vídeo em seu Renault RE60, sendo o primeiro piloto a fazê-lo, algo que se tornou comum na categoria desde então.

## Fórmula 1[5]
(legenda) 
| Ano  | Nome Oficial                   | Chassis      | Motor                 | 1         | 2         | 3         | 4         | 5         | 6         | 7         | 8         | 9         | 10        | 11      | 12      | 13      | 14        | 15       | 16        | Pontos | Posição  |
| ---- | ------------------------------ | ------------ | --------------------- | --------- | --------- | --------- | --------- | --------- | --------- | --------- | --------- | --------- | --------- | ------- | ------- | ------- | --------- | -------- | --------- | ------ | -------- |
| 1984 | MRD International              | Brabham BT53 | BMW M12/13 L4 turbo   | BRA Ret M | RSA 10 M  | BEL Ret M | SMR Ret M | FRA DNS M | MON Ret M | CAN Ret M | USE Ret M | DAL Ret M | GBR Ret M | GER 8 M | AUT 8 M | NED 7 M | ITA Ret M | EUR 10 M | POR Ret M | 0      | NC (23º) |
| 1985 | Motor Racin g Developments Ltd | Brabham BT54 | BMW M12/13 L4 Turbo   | BRA Ret P | POR Ret P | SMR Ret P | MON NQ P  | CAN       | EUA       | FRA       | GBR       |           | AUT       | NED     | ITA     | BEL     | EUR       | RSA      | AUS       | 0      | NC       |
| 1985 | Equipe Renault Elf             | Renault RE60 | Renault EF4B V6 turbo |           |           |           |           | CAN       | EUA       | FRA       | GBR       | GER Ret G | AUT       | NED     | ITA     | BEL     | EUR       | RSA      | AUS       | 0      | NC       |

## 24 Horas de Le Mans[1]
| Ano  | Equipe                            | Nº | Co-Pilotos                    | Chassi                             | Pneus | Classe | Voltas | Posição | Posição Na Categoria |
| Ano  | Equipe                            | Nº | Co-Pilotos                    | Motor                              | Pneus | Classe | Voltas | Posição | Posição Na Categoria |
| ---- | --------------------------------- | -- | ----------------------------- | ---------------------------------- | ----- | ------ | ------ | ------- | -------------------- |
| 1982 | Claude Haldi                      | 75 | Claude Haldi Rodrigo Terran   | Porsche 935 K3                     | D     | Gr.5   | 141    | DNF     | DNF                  |
| 1982 | Claude Haldi                      | 75 | Claude Haldi Rodrigo Terran   | Porsche Type-935 2.8L Turbo Flat-6 | D     | Gr.5   | 141    | DNF     | DNF                  |
| 1983 | A.S. École Supérieure de Tourisme | 53 | Thierry Perrier Bernard Salam | Lancia LC1                         | D     | C      | 232    | DNF     | DNF                  |
| 1983 | A.S. École Supérieure de Tourisme | 53 | Thierry Perrier Bernard Salam | Lancia 1.4L Turbo I4               | D     | C      | 232    | DNF     | DNF                  |